# August Stötzel
August Stötzel (* 9. September 1898 in Eickel oder Wanne; † 17. August 1963 in Berlin) war ein deutscher Bergmann, kommunistischer Widerstandskämpfer gegen den Nationalsozialismus, Häftling im KZ Buchenwald und Parteifunktionär (KPD/SED).

## Leben

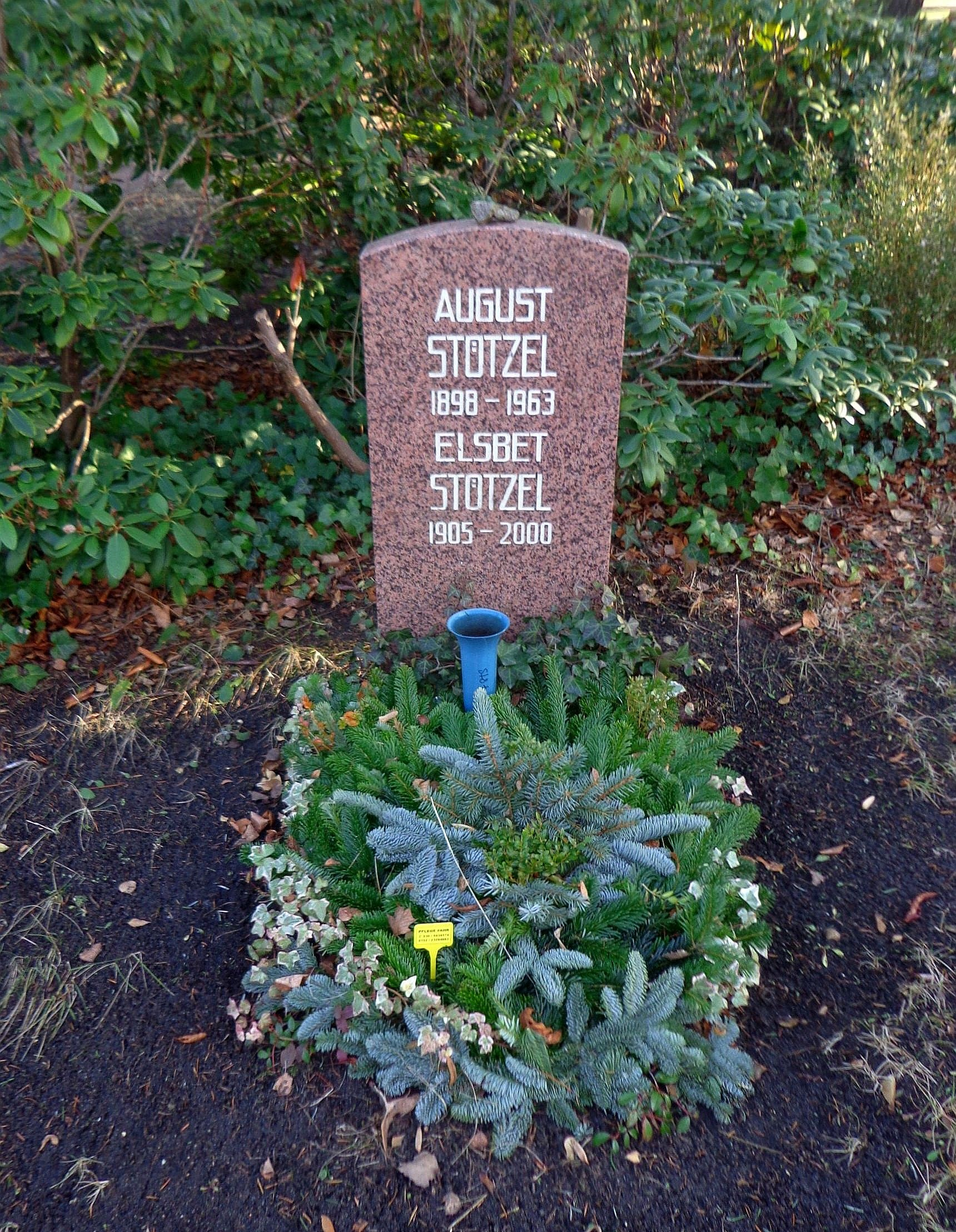
Grabstätte

Stötzel entstammte einer Arbeiterfamilie im Ruhrgebiet. Sein Vater war Bergmann. Nach dem Besuch der Volksschule erlernte er wie sein Vater den Beruf des Bergmanns, in dem er mit Unterbrechungen bis 1929 in Herne tätig war. In den letzten beiden Jahren des Ersten Weltkrieges musste er Heeresdienst leisten. 1919 gehörte er zu den Mitbegründern der Kommunistischen Partei Deutschlands (KPD) im Ruhrgebiet. Von 1927 bis 1930 arbeitete er im Betriebsrat mit. 1929 übernahm er eine hauptamtliche Parteifunktion in der KPD-Bezirksleitung von Hessen. 1930 und 1931 besuchte er die Internationale Lenin-Schule in Moskau. Nach seiner Rückkehr nach Hessen wurde er Bezirksleiter der Hessischen KPD, danach Sekretär des KPD-Unterbezirks Duisburg.
Nach der Machtübertragung an die NSDAP 1933 führte er im Ruhrgebiet die illegale Parteiarbeit fort. Am 20. Januar 1934 wurde er in Dortmund in „Schutzhaft“ genommen und in den Gefängnissen Dortmund, Berlin-Moabit, Hamm, Werl und Bochum inhaftiert. 1935 wurde Stötzel wegen „Vorbereitung zum Hochverrat“ zu drei Jahren Zuchthaus verurteilt, die er im Gefängnis von Herford und im Polizeigefängnis von Dortmund absaß. 1937 wurde er in das KZ Buchenwald deportiert, wo er dem Arbeitskommando „Häftlingsbekleidungskammer“ zugeordnet wurde. Auch als Dachdecker hat er gearbeitet. Von 1942 bis 1945 war er Lagerältester, Kapo und Vorarbeiter im Weimarer Gustloff-Werk I, wo er hunderte Kriegsgefangene und Zwangsarbeiter anzuleiten hatte. Stötzel gehörte der illegalen KPD-Leitung im Lager an und organisierte den Häftlingswiderstand durch vielfältige Sabotagehandlungen, worüber er 1947 einen detaillierten Bericht schrieb.
Als die NS-Herrschaft beseitigt war, ging er 1945 ins Ruhrgebiet zurück und wurde Sekretär des KPD-Bezirksverbands von Herne. Danach wurde er Kreissekretär der KPD von Dortmund. Später übersiedelte er in die DDR, trat in die Sozialistische Einheitspartei Deutschlands (SED) ein und wurde Mitarbeiter im ZK der SED. Von 1950 bis 1963 war er Mitarbeiter der Zentralen Parteikontrollkommission (ZPKK). Ab 1953 fungierte er als Sektorenleiter. Außerdem war er Mitglied mehrerer Sonder-Kontrollkommissionen für gesellschaftliche Gruppierungen. Wegen ungesetzlicher Maßnahmen im Zusammenhang mit der Behandlung des „Falles“ Fritz und Lydia Sperling wurde er 1956 parteiintern kritisiert. Er blieb aber Mitarbeiter der ZPKK wie auch der Partei-Kontrollkommission der KPD.
Seine Urne wurde in der Grabanlage „Pergolenweg“  auf dem Zentralfriedhof Friedrichsfelde in Berlin-Lichtenberg beigesetzt.

## Ehrungen
- 1958 Vaterländischer Verdienstorden der DDR